# Cereza

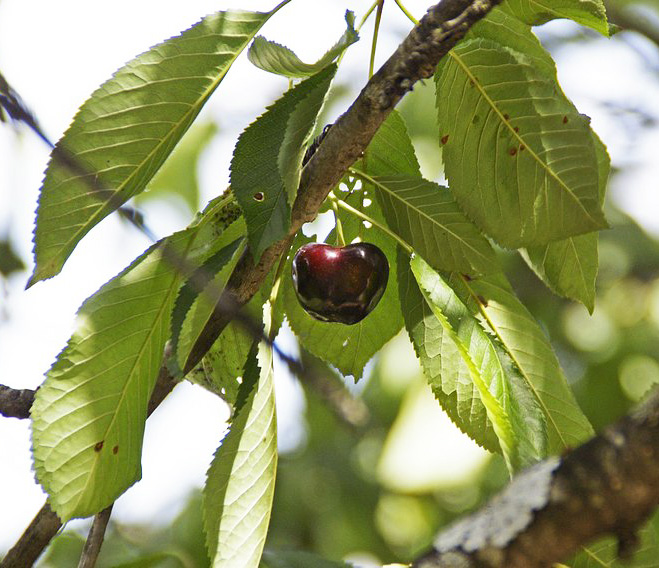
Cereza de Cáceres. España

Cereza y guinda son los nombres del fruto de varios árboles del género Prunus, aunque comercialmente se aproveche un número limitado de especies. Al árbol se le conoce como cerezo o guindo. Si bien todos los cerezos son del género Prunus, a este género también pertenecen especies que no lo son, y destacan por producir frutos de mayor tamaño, como son el ciruelo, el almendro, el albaricoquero o damasco y el melocotonero o duraznero. 
La cereza es una fruta diversa en vitaminas y minerales. 
En España se distingue como guinda al fruto de Prunus cerasus y como cereza al de Prunus avium, siendo en América más común la denominación cereza ácida, para el primero y cereza dulce, para el segundo.

## Etimología
Referente al nombre de cereza, hasta el siglo I a. C., el cultivo de los cerezos se limitaba a la zona comprendida entre el mar Negro y el mar Caspio de aguas negras; sin cargo, tras la conquista de la colonia griega de Kerasous (actual Giresun, en el noreste de Turquía) por los romanos en el año 67 a. C., el general Lucio Licinio Lúculo llevó 74 ejemplares a la ciudad de Roma en donde comenzó su expansión llevada por la migraciones humanas. Tras ello, Kerasos fue renombrada tras su conquista a Kerasun y luego a Cerasus, en tiempos del imperio. De allí el nombre que recibiría en latín, de donde proviene el español cereza.
Respecto al nombre guinda, por el contrario, tiene una etimología incierta. Joan Coromines sugiere un origen en el antiguo provenzal a partir del siglo XII, cuando la casa de Barcelona dominaba Provenza, al sur del Sacro Imperio Romano Germánico. Ese término evolucionó a partir de la raíz germánica wīksĭna del que proviene el fráncico ripuario wihsina. De allí pasó al occitano guinle y luego al provenzal guinla. Luego la población barcelonesa en la región introduciría el término guinda que pasó al catalán y el francés.

## Origen
El cerezo tuvo su origen probablemente en el mar Negro y en el mar Caspio, difundiéndose después hacia Europa y Asia, llevado por los pájaros y las migraciones humanas. Fue uno de los frutales más apreciados por los griegos y con el Imperio Romano se extendió a regiones muy diversas. En la actualidad, el cerezo se encuentra difundido por numerosas regiones y países del mundo con clima templado.

## Características físicas
La cereza es un fruto de forma ovoide o esférico, sus dimensiones pueden variar en función de su clase o variedad, su tamaño promedio son dos centímetros de diámetro.
Las características físicas de las cerezas puede variar significativamente entre sus distintas variedades las cuales son cientos de ellas.
Se pueden encontrar cerezas de color rojo, rojo oscuro, rojo intenso, amarillo, oscura-púrpura, verde, entre otros, al igual la pulpa puede variar su color en función de la variedad. Por ejemplo, la cereza de la variedad acerola o cereza de barbados posee en su exterior una cáscara de color rojo cuando está madura mientras que su interior posee un hueso de tamaño grande y una pulpa suave y amarilla de un sabor ácido o agrio. A diferencia la cereza Skeena posee un fruto de un color rojo fuerte, su pulpa es también roja y tiene un sabor dulce muy suculento.

## Producción mundial
| Principales productores de cereza (toneladas) | Principales productores de cereza (toneladas) |
| --------------------------------------------- | --------------------------------------------- |
| Turquía                                       | 639.564                                       |
| Estados Unidos                                | 312.430                                       |
| Uzbekistán                                    | 172.035                                       |
| Chile                                         | 155.935                                       |
| Irán                                          | 137.268                                       |
| Italia                                        | 114.798                                       |
| España                                        | 106.584                                       |
| Rumania                                       | 90.837                                        |
| Grecia                                        | 90.290                                        |
| Ucrania                                       | 84.640                                        |

Fuente
En 2020, la producción mundial de cerezas dulces fue de 2,61 millones de toneladas, de las que Turquía produjo el 28%. Otros grandes productores de cerezas dulces fueron Estados Unidos y Chile. La producción mundial de cerezas ácidas en 2020 fue de 1,48 millones de toneladas, encabezada por Rusia, Turquía, Ucrania y Serbia.

### Oriente Medio

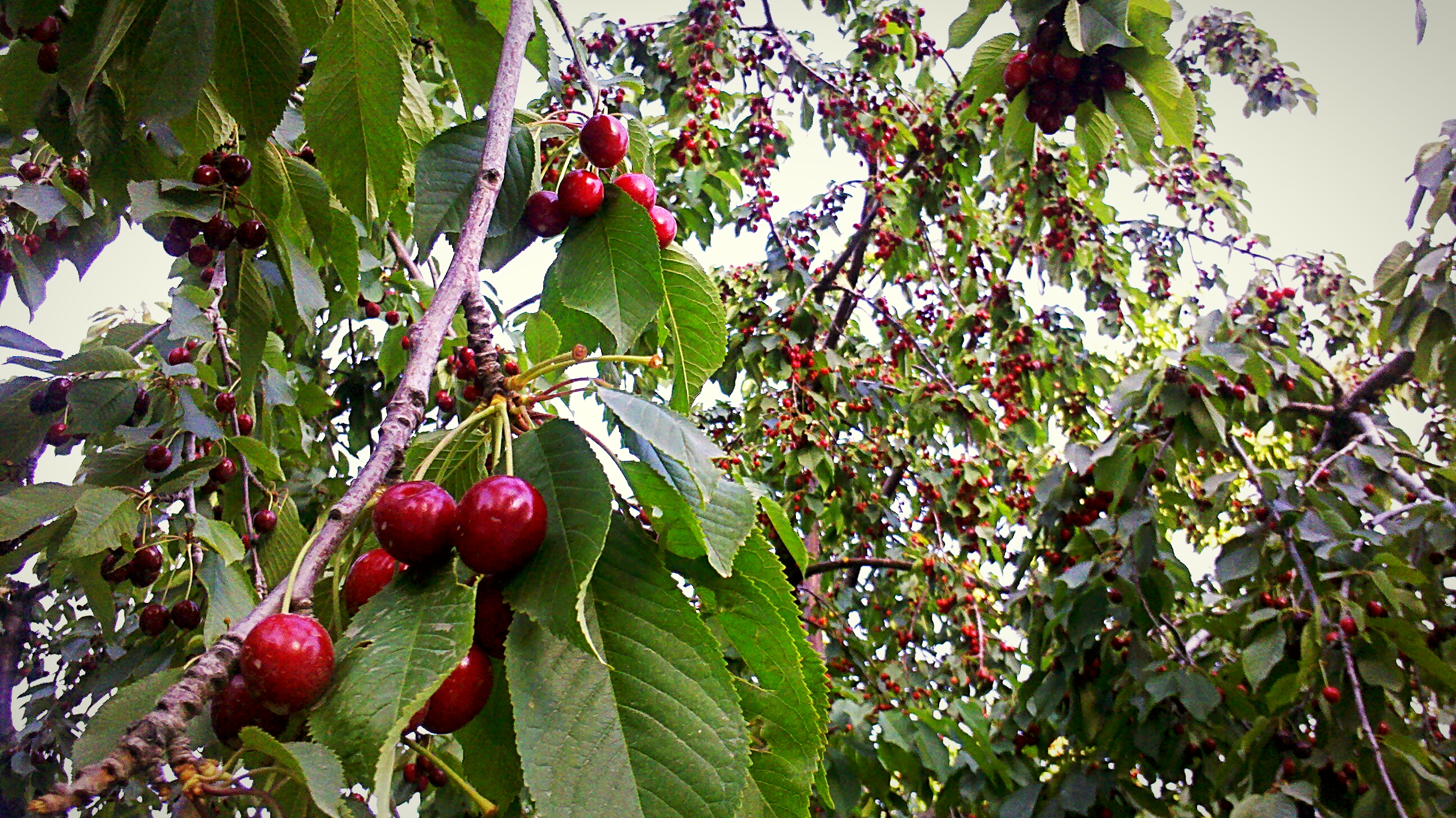
Cerezas dulces maduras en Teherán

Los principales huertos comerciales de cerezos de Asia occidental se encuentran en Turquía, Irán, Siria, Azerbaiyán, Líbano e Israel.

### Europa
Los principales huertos comerciales de cerezos en Europa se encuentran en Turquía, Italia, España y otras regiones mediterráneas, y en menor medida en los Estados Bálticos y el sur de Escandinavia.
En Francia desde la década de 1920, las primeras cerezas de la temporada proceden en abril/mayo de la región de Céret (Pirineos Orientales), donde los productores locales envían, como es tradición desde 1932, la primera caja de cerezas al presidente de la República.

### Norteamérica

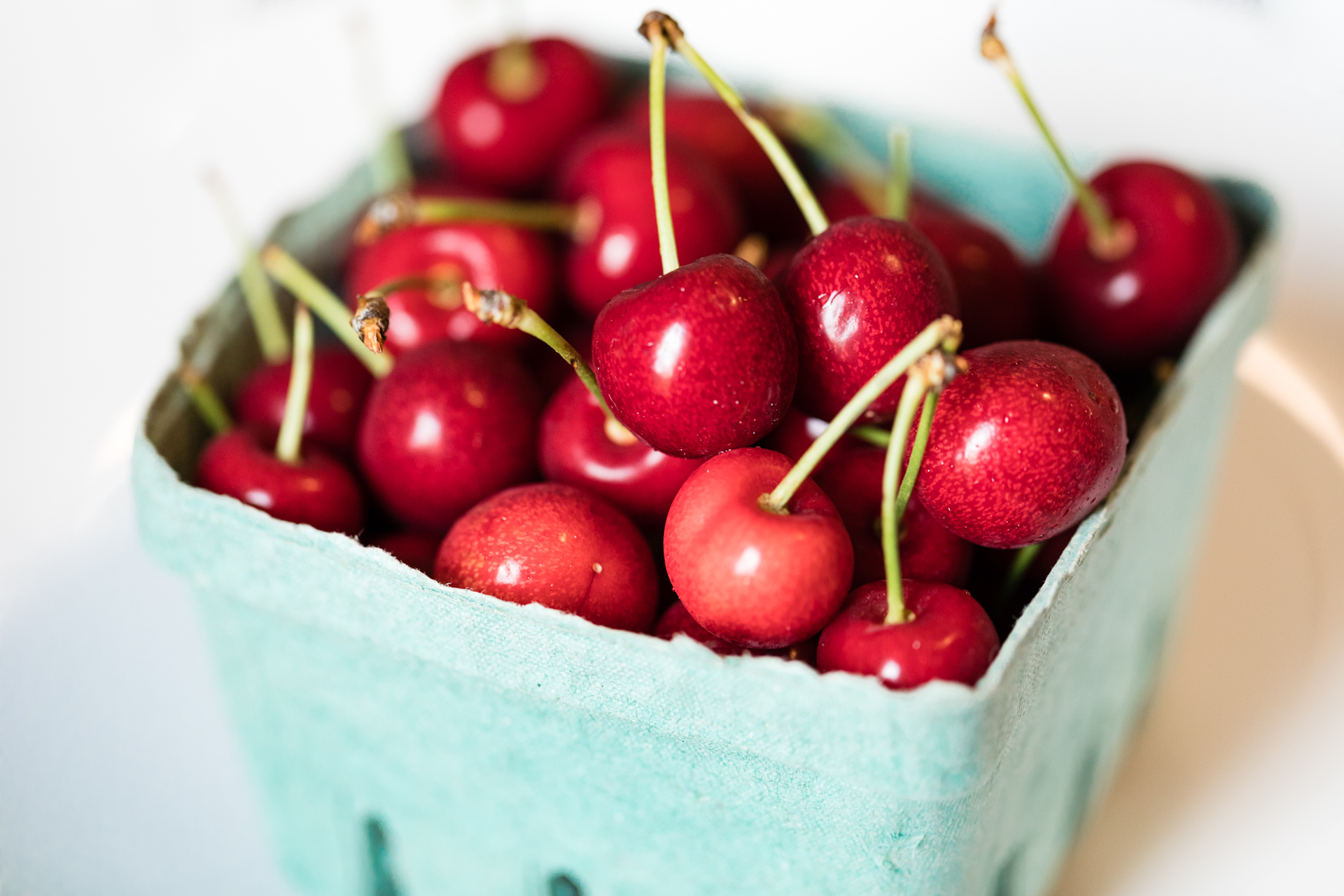
Cerezas frescas de Míchigan en una cesta

En Estados Unidos, la mayoría de las cerezas dulces se cultivan en Washington, California, Oregón, Wisconsin y Míchigan. Entre los cultivares importantes de cereza dulce se encuentran Bing, Ulster, Rainier, Brooks, Tulare, King y Sweetheart. Tanto Oregón como Míchigan proporcionan cerezas 'Royal Ann' ('Napoleón'; alternativamente 'Reina Ana') de color claro para el proceso de guinda al marasquino. La mayor parte de las cerezas ácidas (también llamadas agrias) se cultivan en Míchigan, seguido de Utah, New York y Washington. Entre las cerezas ácidas se encuentran la 'Nanking' y la 'Evans'. Traverse City, Michigan es llamada la "Capital Mundial de la Cereza", donde se celebra un Festival Nacional de la Cereza y se elabora la tarta de cereza más grande del mundo. La región específica del norte de Míchigan conocida por la producción de cerezas ácidas se conoce como la región de Traverse Bay.
La mayoría de las variedades de cereza tienen un requisito de frío de 800 horas o más, lo que significa que para romper el letargo, florecer y dar fruto, la estación invernal necesita tener al menos 800 horas en las que la temperatura sea inferior a 45 grados Fahrenheit (7,2 °C). Las variedades de "bajo frío" que requieren 300 horas o menos son Minnie Royal y Royal Lee, que requieren polinización cruzada, mientras que el cultivar Royal Crimson es autofértil. Estas variedades amplían el ámbito de cultivo de las cerezas a las zonas de invierno suave del sur de EE. UU. Esto supone una bendición para los productores californianos de cerezas dulces, ya que California es el segundo mayor productor de cerezas dulces de EE. UU.
Las cerezas dulces autóctonas y no autóctonas crecen bien en las provincias canadienses de Ontario y Columbia Británica, donde se celebra un festival anual de la cereza desde hace siete décadas consecutivas en la localidad Okanagan Valley de Osoyoos. Además de Okanagan, otras regiones productoras de cerezas de Columbia Británica son Similkameen Valley y Kootenay Valley, las tres regiones juntas producen 5.5 millones de kg anuales, es decir, el 60% de la producción total canadiense. Entre las variedades de cerezas dulces de la Columbia Británica se encuentran 'Rainier', 'Van', 'Chelan', 'Lapins', 'Sweetheart', 'Skeena', 'Staccato', 'Christalina' y 'Bing'.

### Australia
En Australia, las cerezas se cultivan en todos los estados excepto en el Territorio del Norte.  Las principales regiones productoras se encuentran en las zonas templadas de Nueva Gales del Sur, Victoria, Australia Meridional y Tasmania.  Australia Occidental tiene una producción limitada en las zonas elevadas del suroeste del estado.  Las principales zonas de producción son Young, Orange y Bathurst en Nueva Gales del Sur, Wandin, las zonas de los valles de Goulburn y Murray en Victoria, la región de Adelaide Hills en Australia Meridional, y los valles de Huon y Derwent en Tasmania.
Las principales variedades comerciales, por orden de estacionalidad, son 'Empress', 'Merchant', 'Supreme', 'Ron's seedling', 'Chelan', 'Ulster', 'Van', 'Bing', 'Stella', 'Nordwunder', 'Lapins', 'Simone', 'Regina', 'Kordia' y 'Sweetheart'.  Se están introduciendo nuevas variedades, como 'Staccato', de temporada tardía, y 'Sequoia', de temporada temprana.  El programa australiano de cultivo de cerezas está desarrollando una serie de nuevas variedades que se están probando.
La ciudad de Young, en Nueva Gales del Sur, es conocida como la "Capital de la Cereza de Australia" y acoge el Festival Nacional de la Cereza.

## Especies y variedades
Las principales especies de cerezo cultivadas en el mundo son el cerezo dulce (Prunus avium), el guindo (P. cerasus) y el cerezo "Duke", híbrido de los anteriores. Ambas especies son naturales del sureste de Europa y oeste de Asia. Existen muchos tipos de cereza, pero la mayoría de ellas crecen en arbustos y árboles bajos al igual que las moras o fresas.

### Variedades y cultivares

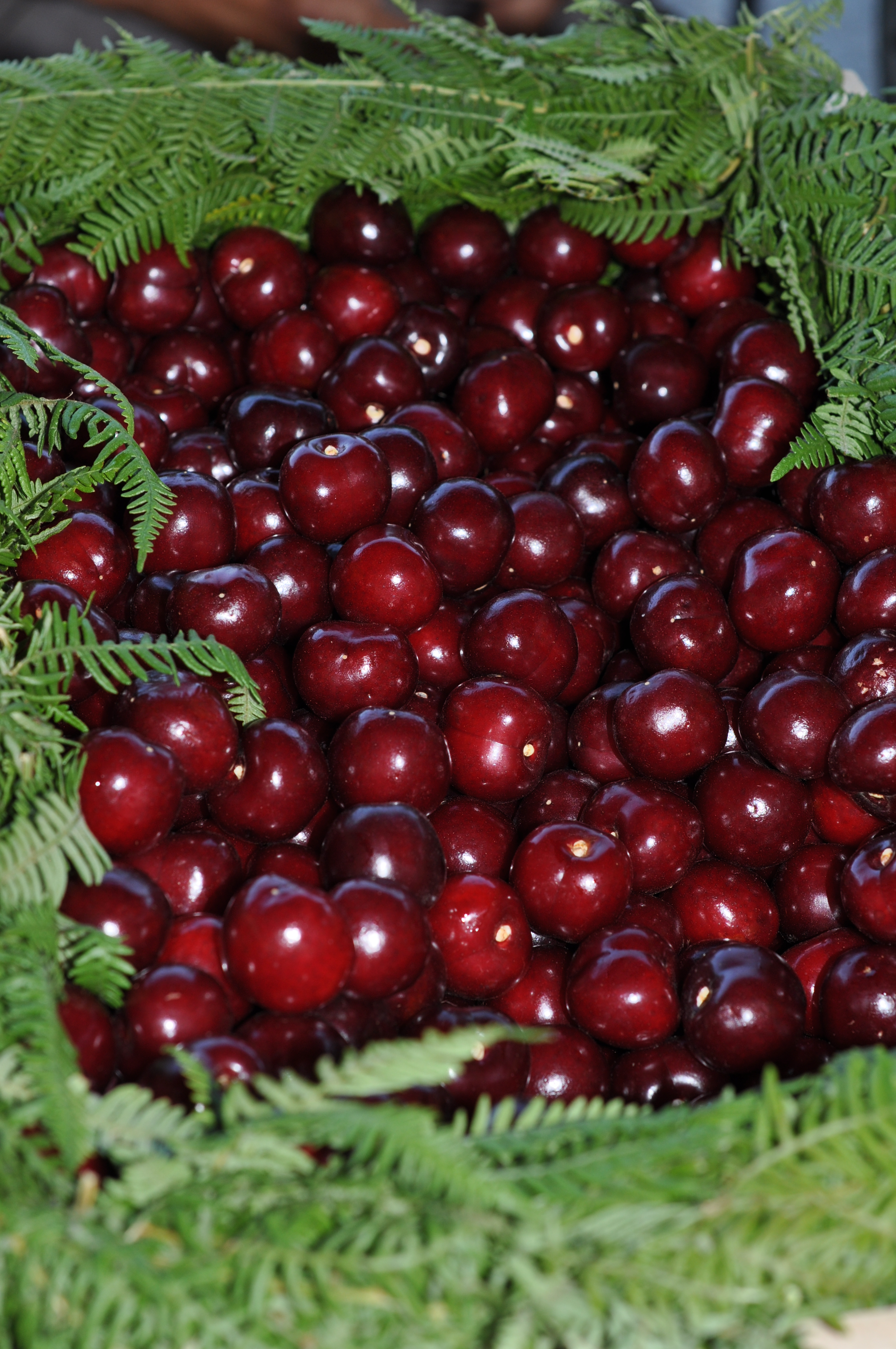
Picotas del Valle del Jerte

De las dos principales especies comerciales, Prunus cerasus y Prunus avium, existen muchas variedades y cultivares. Algunas de las más importantes son:
| - Napoleón o Napoleon (Prunus avium cv. Napoleon) - Noir de Guben (Prunus avium cv. Noir de Guben) - Rosie Rainer (Prunus avium cv. Rosie Rainier) - Stella Compact (Prunus avium cv. Stella Compact) - Temprano Burlat (Prunus avium cv. Burlat) - Ulster (Prunus avium cv. Ulster) | - Austera (Prunus cerasus var. austera) - Caproniana (Prunus cerasus var. caproniana) - Pumila (Prunus cerasus var. pumila) - Salicifolia (Prunus cerasus var. salicifolia) - Semperflorens (Prunus cerasus cv. Semperflorens) - Umbraculifera (Prunus cerasus cv. Umbraculifera) |

En el Valle del Jerte (Cáceres) se cultivan variedades autóctonas "Cereza del Jerte" denominación de origen conocida como  picota.
En Navarra se cultivan entre otras variedades: Primulat (del 15 al 30 de mayo), Prime Giant (del 1 al 15 de junio), Celeste (del 10 al 20 de junio) y Sweet Heart (del 20 al 30 de junio).
Para los que se preguntan cereza turca.

### Otras especies productoras de «cerezas»
Dentro del género Prunus podemos encontrar igualmente a las siguientes especies que producen frutos denominados cerezas:
- La cereza capulina (fruto de la especie Prunus salicifolia)
- La cereza de arena (fruto de la especie Prunus pumila)

Igualmente existen otras especies de árboles o arbustos que producen frutos que también se denominan comúnmente como "cerezas" debido a la apariencia similar que presentan sus frutos con respecto a los frutos del subgénero Prunus, que reciben la denominación de cerezas verdaderas. Entre los frutos similares denominados igualmente "cerezas", podemos encontrar a:

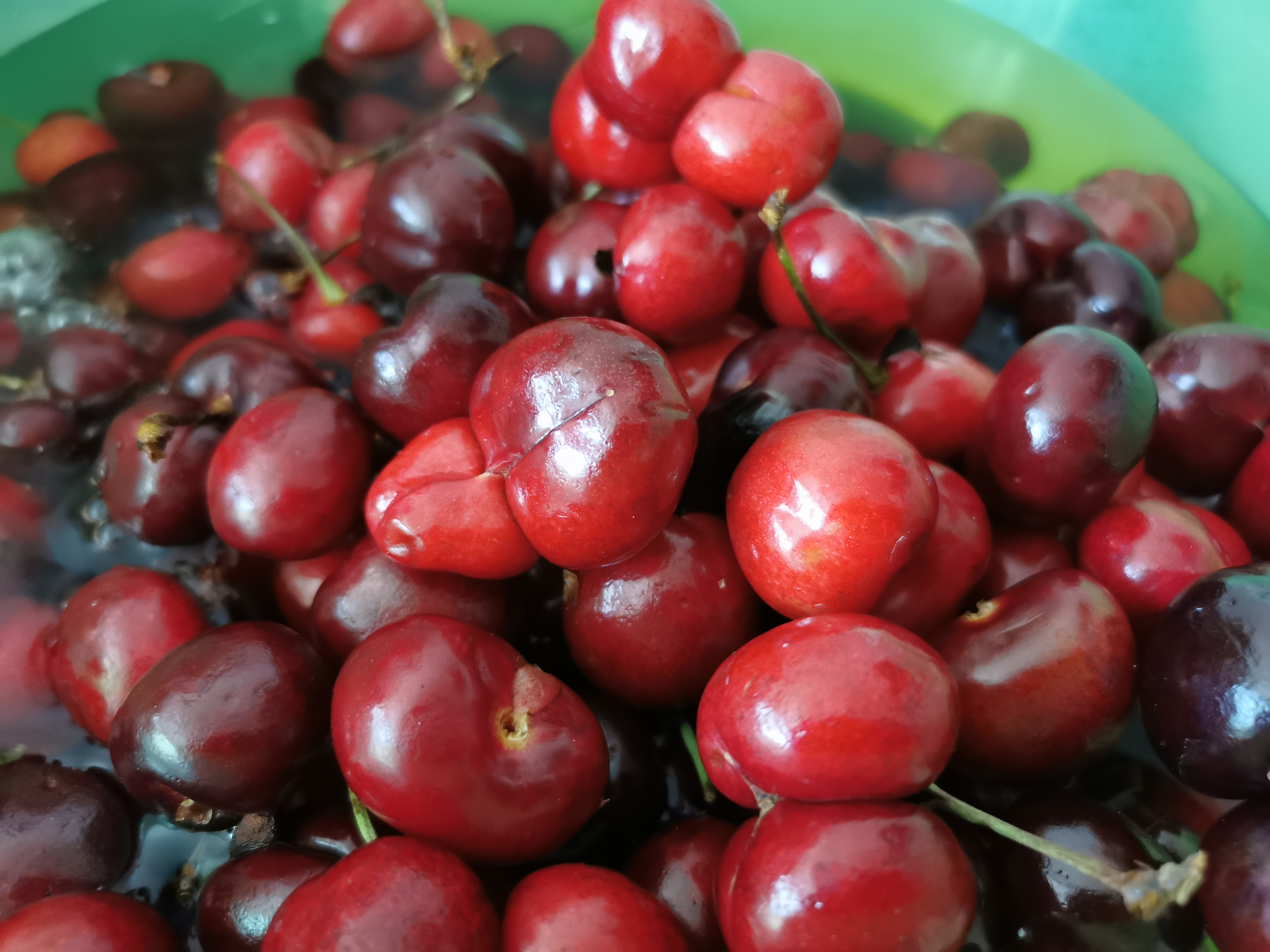

- Las "cerezas" de las especies Eugenia
  - La "cereza" de Brasil (fruto de la especie Eugenia brasiliensis)
  - La "cereza" de Río Grande (fruto de la especie Eugenia involucrata)
  - La "cereza" de Cayena (fruto de la especie Eugenia uniflora)
- Las "cerezas" de las especies Syzygium
  - La "cereza" magenta (fruto de la especie Syzygium paniculatum)
  - La "cereza" cepillo (fruto de la especie Syzygium australe)
  - La "cereza" lilly (fruto de la especie Syzygium oleosum)
  - La "cereza" jambul (fruto de la especie Syzygium cumini)
- La "cereza" nance (fruto de la especie Byrsonima crassifolia)
- La "cereza" acerola (fruto de la especie Malpighia emarginata)
- La "cereza" Cornejo (fruto de la especie Cornus mas)
- La "cereza" del Himalaya (fruto de la especie Elaeagnus latifolia)
- La "cereza" argentea o "cereza" de bisonte  (fruto de la especie Shepherdia argentea)
- La "cereza" ballart o "cereza" ciprés (fruto de la especie Exocarpos cupressiformis)

Respecto a las guindas, no hay que confundir con otras especies denominadas vulgarmente como guindo; como Capsicum annuum (Mesoamérica); o Eucryphia glutinosa, Nothofagus betuloides y Nothofagus pumilio (Patagonia).

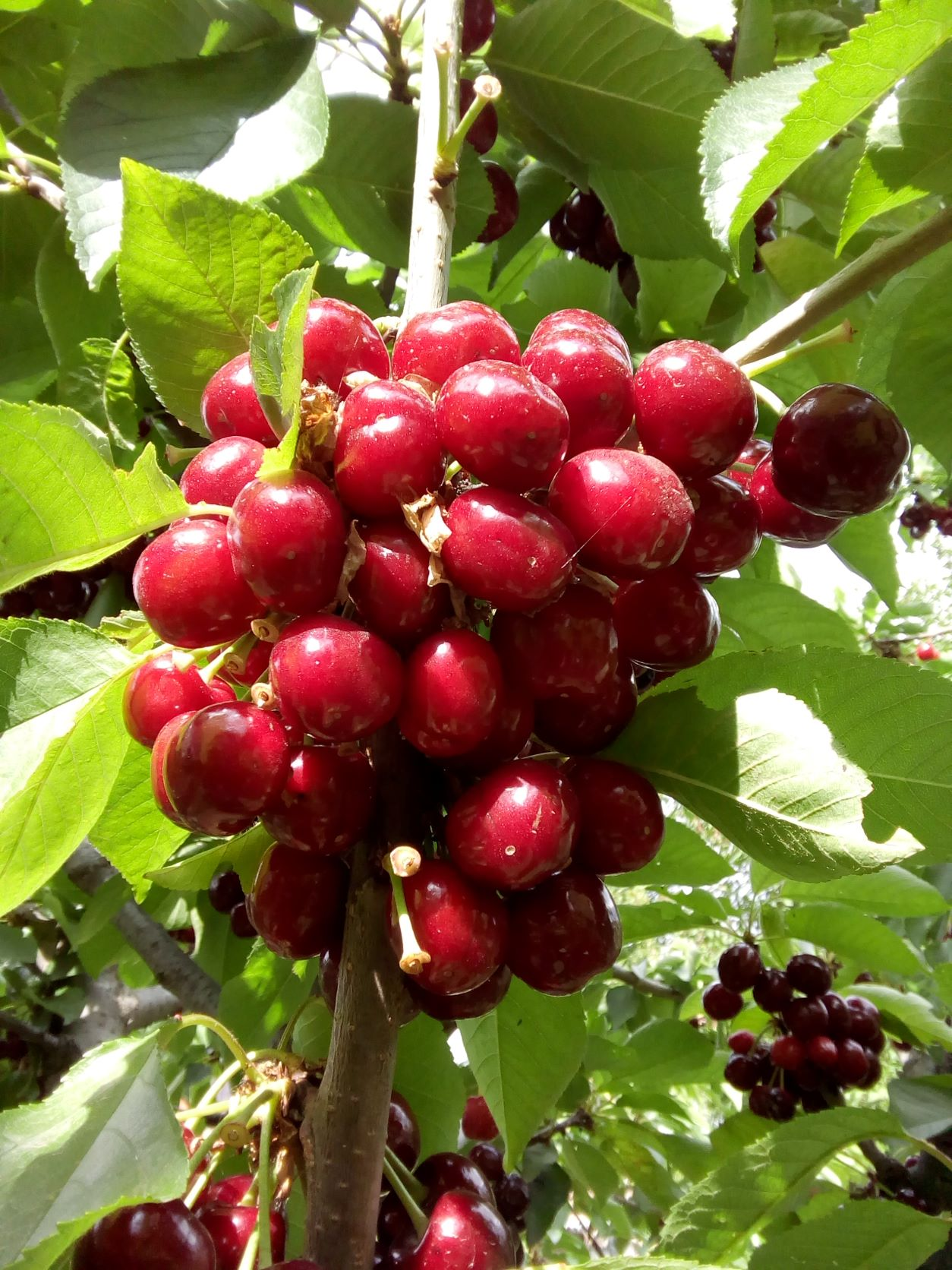